# Apuñalamiento de Dresde del 4 de octubre de 2020
El apuñalamiento de Dresde del 4 de octubre de 2020 fue un presunto crimen de motivación islamista en el que una persona murió y otra resultó gravemente herida en Dresde. Como sospechoso el 21 de octubre de 2020 fue arrestado a Abdullah Al H., que había sido clasificado por las autoridades como una amenaza. Debido a la sospecha de antecedentes políticos extremistas, fue el fiscal federal quien inició el procedimiento.

## Involucrados

### Sospechoso
La policía identificó como presunto autor al sirio Abdullah Al H., de 20 años. Según informes de los medios de comunicación, H. entró en Alemania en 2015. Después de presentar una solicitud de asilo, vivió en un dormitorio para solicitantes de asilo en Dresde-Pappritz, más recientemente su expulsión fue retrasada. El 31 de agosto de 2017 la Oficina Estatal de Policía Criminal de Sajonia clasificó a H. como una supuesta amenaza relacionado con el islamismo. En septiembre de 2018, se inició un proceso contra H. ante el Tribunal Regional Superior de Dresde por inducción a la perpetración de un crimen grave contra la seguridad del estado, reclutamiento para Estado Islámico, agresiones físicas, amenazas, delitos contra la propiedad, allanamiento de morada y actuación fraudulenta. Por estos delitos, el tribunal lo condenó a una pena de prisión juvenil de dos años y nueve meses. El tribunal determinó que Abdullah Al H. era partidario del Estado Islámico y había planeado un ataque en Dresde «en líneas generales».
El 9 de diciembre de 2019, el Tribunal de Distrito de Leipzig emitió otra condena por agredir a agentes del orden y lesiones corporales debido a dos incidentes bajo custodia, por lo que la sentencia aumentó a un total de tres años y un mes. La sentencia tuvo que cumplirse íntegramente. Fue liberado en septiembre de 2020 de la prisión de menores de Regis-Breitingen.
Dado que el Tribunal de Distrito de Borna había ordenado la supervisión de su conducta, Abdullah Al H. estaba obligado a presentarse en la comisaría de policía del centro de Dresde tres veces por semana. Esta obligación también la realizó a las 10 horas del día del acto, el 4 de octubre de 2020. El 2, 3 y 4 de octubre de 2020, H. fue observado temporalmente por el servicio de inteligencia policial de Sajonia. El delito que se le imputa ocurrió cinco días después de su salida de prisión. El día después del hecho «informó a nuestro colega por su propia cuenta que el trabajo de asesoramiento con nosotros ya podía comenzar. Estaba completamente tranquilo y relajado», informa Thomas Mücke, Director Gerente de Violence Prevention Network.

### Víctimas
Las dos víctimas eran dos turistas varones de Renania del Norte-Westfalia que tenían firmado como pareja de hecho. Un hombre de 55 años de Krefeld murió a causa de sus heridas en el hospital. Su compañero sentimental de 53 años, originario de Colonia, también resultó gravemente herido, pero sobrevivió al ataque.

## Delito e investigación
El apuñalamiento ocurrió a última hora de la noche del 4 de octubre de 2020 en el casco antiguo de Dresde. Un turista de 55 años de Krefeld y su pareja de 53 años de Colonia fueron heridos de gravedad por heridas de arma blanca en la zona de la Schloßstraße. El hombre de 55 años sucumbió a sus heridas en el hospital poco después. La policía estableció una comisión especial compuesta por 29 funcionarios para investigar el crimen. Sus investigaciones dieron como resultado una sospecha contra el islamista Abdullah Al H., de 20 años, sobre la base de evaluaciones de rastreo. Fue detenido en octubre de 2020. Un día después, el juez emitió una orden de arresto por asesinato, intento de asesinato y agresiones físicas graves. El fiscal general federal se hizo cargo de las investigaciones posteriores. Los investigadores examinaron la homofobia como motivo.
El Servicio Federal de Inteligencia fueron advertidas del ataque islamista, pero no reenviaron la advertencia a las autoridades responsables en Sajonia.

## Reacciones
El acto fue condenado unánimemente por el estamento político. En referencia al ataque en Conflans-Sainte-Honorine en Francia, el presidente de los Verdes, Robert Habeck, dijo: «Un espantoso asesinato en París de un maestro que defiende la libertad de expresión, un ataque fatal con cuchillo a dos turistas en el centro de Dresde: las últimas semanas han demostrado una vez más lo real que es la amenaza de los criminales islamistas violentos». Habeck pidió una acción constante contra la violencia, el odio y el desprecio por los derechos humanos.
El político de la CDU Friedrich Merz dijo a la revista de noticias Der Spiegel: «¿Por qué este sirio islamista no fue llevado a prisión preventiva o deportado después de cumplir su sentencia de prisión?» También hubo críticas del FDP. El diputado parlamentario del FDP en el Parlamento, Michael Theurer, criticó «que las autoridades de seguridad sajonas no vigilen mejor a la persona amenazada». El líder del grupo parlamentario de la AfD de Sajonia, Jörg Urban, pidó un «juicio severo con posterior deportación» en caso de que se confirmen las acusaciones. Los ministros del Interior de Sajonia y Baviera, Roland Wöller y Joachim Herrmann, sugirieron el fin de la prohibición de las deportaciones a Siria.
En su columna en Der Spiegel (en línea), Sascha Lobo hace un diagnóstico: «La izquierda alemana —y también los liberales y la burguesía— sin duda no han logrado desarrollar una crítica no racista del Islam», además «Un asesinato de extrema derecha es seguido por la indignación de la izquierda, al asesinato islamista le sigue una contrición silenciosa e infame que se reserva habitualmente para las víctimas de un terremoto. A veces incluso complementado con relativizaciones».

## Proceso judicial
La investigación confirmó el motivo religioso, radical islámico, y homófobo del autor del crimen. Abdullah Al H. creía que los homosexuales son «enemigos de Dios» y que merecen la muerte. H. habría atacado a los dos hombres sin más motivo que creer que eran parte de un colectivo concreto en una sociedad que veía como pagana.
Abdullah Al H. fue condenado por un delito de asesinato, otro de asesinato en grado de tentativa y uno de lesiones a cadena perpetua revisable a los 15 años. El presidente del tribunal afirmó que se trataba de un «hecho que realmente deja a uno turbado [fassungslos]».